# Боннет-Плум
Боннет-Плум — река на северо-западе Канады в Юконе, приток реки Пил. Длина реки — 350 км. Средний расход воды — 53 м³/с.
Берёт начало в горах Макензи близ границы между территорией Юкон и Северо-западными территориями, течёт первоначально на запад, потом на северо-запад, затем на север, впадает в реку Пил. В бассейне реки сходятся три горные системы: горы Маккензи, горы Селуин и хребет Ричардсон. Вместе с реками Уинд, Снейк и Харт река находится в самом труднодоступном регионе территории Юкон, где нет автодорог.
В бассейне реки Боннет-Плум проживает индейский народ кучины, которые называют себя гвичинами. Гвичинское название реки Tsaih Tl’ak Njik, что в переводе означает «река чёрной охры». Река названа по имени индейского вождя Боннета Плума, который сотрудничал с компанией Гудзонова залива.

## Геология
Бассейн реки имеет сложную геологическую историю и характеризуется обширной складчатостью и геологическими разломами. В бассейне реки находится одно из самых богатых и обширных угольных месторождений в Юконе, кроме того здесь находятся месторождения железной руды, свинцово-цинковые, медные и урановые месторождения. В ледниковый период бассейн реки был полностью покрыт гигантским Лаврентийским ледовым щитом, следы оледенения, в том числе морены и горные ледники, встречаются достаточно часто.
Палеонтологическая находка около устья Боннет-Плум имеет особое значение, поскольку это единственное открытие остатков динозавров в Юконе.

## Флора и фауна
Исток реки и её верхнее течение находится в альпийской зоне в области тундры. Хотя кустарниковые берёзы и ивы иногда встречаются, но большей частью эта зона характеризуется осыпями склонов и по существу лишена растительности. В среднем течении реки пологие склоны иногда покрыты чёрной и белой елью, но преобладающей растительностью являются мхи и лишайники. В нижнем течении реки ель становится доминирующим видом вдоль рек и ручьев, а чёрная ель и лиственница растёт в болотистых лесных местах. Другие виды деревьев представлены осиной, берёзой, тополем и тополем бальзамическим.
В бассейне реки обитают крупные популяции оленей, лосей и медведей гризли. Бассейн реки является домом для стада карибу Боннет-Плум, одной из крупнейших оседлых популяций лесного карибу в Юконе. Птицы представлены сапсанами и кречетами, орлами, рябчиками, куропатками, гагарами, утками и лебедями. В водах реки водится арктический хариус, мальма и обыкновенный валёк. В водах озёр Маргарет и Боннет-Плум водится сиг и кумжа.
В 1998 году река была включена в систему охраняемых рек Канады.